# マルダタウン-SMVTベンガルール・アムリット・バーラト急行
マルダタウン-SMVTベンガルール・アムリット・バーラト急行（英語: Malda Town–SMVT Bengaluru Amrit Bharat Express）は、インドの急行列車であるアムリット・バーラト急行の1つ。マルダとベンガルールを結ぶ列車で、2023年12月に設定された。

## 概要
安価で利用可能な長距離高速急行列車として設定されたアムリット・バーラト急行のうち、マルダのマルダタウン駅とベンガルールのサー・モークシャグンダム・ヴィシュヴェーシュヴァライヤ・ターミナル駅を結ぶ列車。2023年12月30日に運行開始が宣言され、本格的な営業運転は2024年1月7日（サー・モークシャグンダム・ヴィシュヴェーシュヴァライヤ・ターミナル駅方面）および1月9日（マルダタウン駅方面）から行われている。
毎週1往復が運行されており、サー・モークシャグンダム・ヴィシュヴェーシュヴァライヤ・ターミナル駅方面（13434列車）は日曜日にマルダタウン駅を出発し火曜日に終点に到着する一方、マルダタウン駅方面（13433列車）は火曜日にサー・モークシャグンダム・ヴィシュヴェーシュヴァライヤ・ターミナル駅を出発し木曜日に終着駅へ到着する。全区間の走行距離は2,247 km、所要時間は42時間10分である。編成は前後に電気機関車のWAP5形が、中間に非冷房3段式寝台車12両、非冷房2等座席車8両、荷物車2両の合計22両の客車（LHB客車）が連結されており、終点での機回しが不要なプッシュプル編成を構成している。
運行開始以降、この列車は高い人気を誇っており、2024年1月時点で4月までの座席予約分が完売するという状況が報告されている。

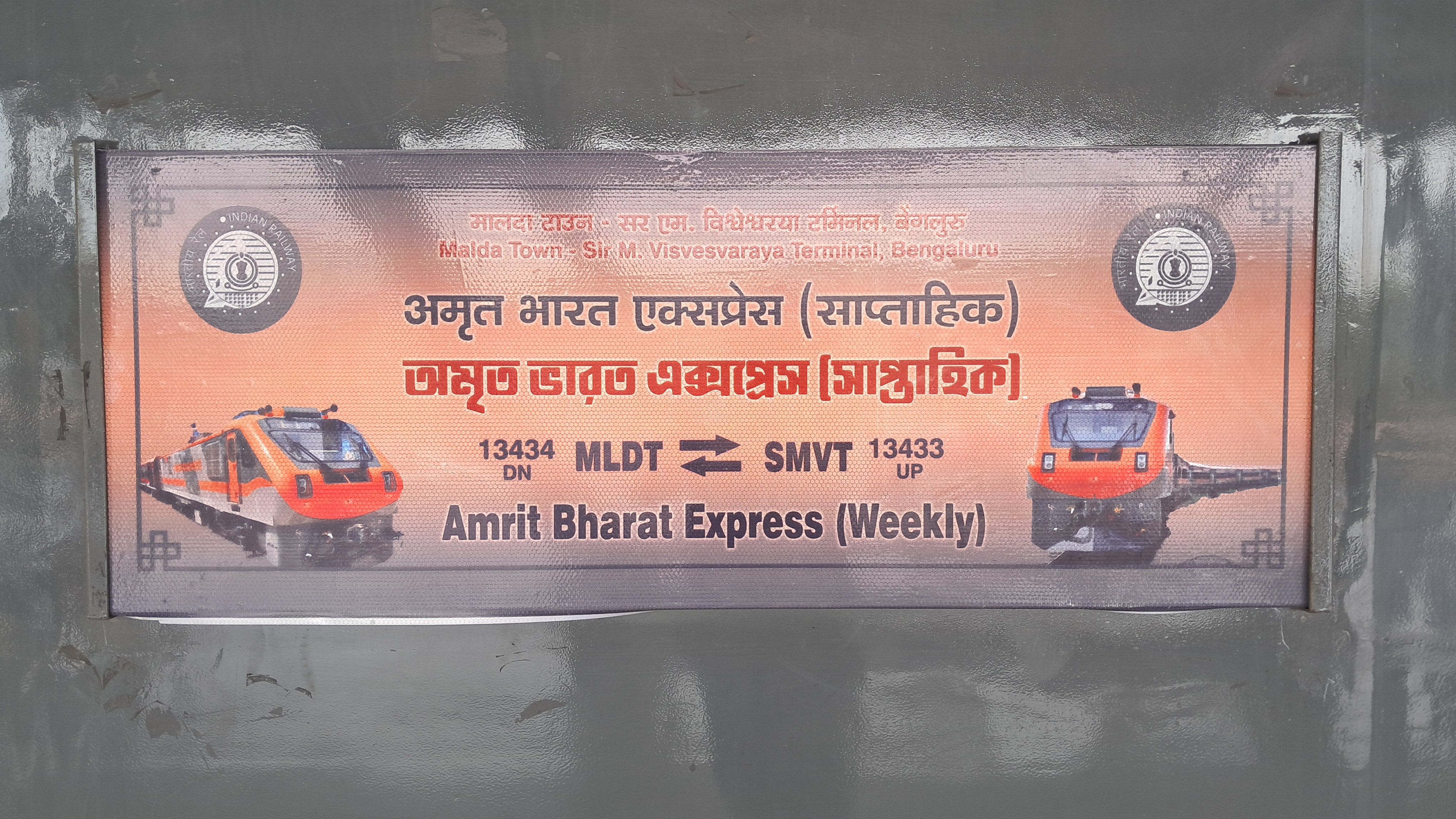
列車表示